# Moyenvic
 Moyenvic  es una población y comuna francesa, en la región de Lorena, departamento de Mosela, en el distrito de Château-Salins y cantón de Vic-sur-Seille.

## Historia
El 22 de octubre de 1571, el cardenal Carlos de Lorena, vende la villa (con importantes salinas) al duque Carlos III. La población sería ocupada por las tropas francesas el 27 de diciembre de 1631, después de 15 días de asedio.

## Demografía
| 289 | 318 | 307 | 288 | 324 | 342 |
| Para los censos de 1962 a 1999 la población legal corresponde a la población sin duplicidades (Fuente: INSEE [Consultar]) |     |     |     |     |     |